# Lafayette High School
A Lafayette High School foi uma grande escola secundária localizada na seção Bath Beach, no Brooklyn, Nova Iorque. Foi fechada em 2010. Nos últimos vinte anos, tornou-se uma das escolas secundárias de baixo desempenho da cidade, mas proporcionou uma educação de qualidade durante a maior parte de sua história.

## Primeiros anos
Nomeada após Gilbert du Motier, Marquês de La Fayette, a Lafayette High School está situada no que era anteriormente a cidade de Gravesend. Todas as cidades do condado de Kings foram colonizadas pelos holandeses, com exceção de Gravesend, que foi colonizada por uma colônia de ingleses sob a liderança de Deborah Moody, uma mulher de considerável riqueza e educação, que teve uma participação importante em público assuntos e cuja casa ficava em Neck Road.[carece de fontes?] De acordo com o mapa da ala de Nova Iorque do condado de Kings em 1899, a escola fica na antiga propriedade de John Carter. Este mapa revela uma casa de estrutura com estábulos no local do edifício. A terra era originalmente um solo arenoso e pantanoso, cobrindo cerca de 10 acre(s)s (40 000 m2).
Lafayette High School, o primeiro edifício desse tipo, foi projetado para acomodar cerca de quatro mil alunos. O custo do local foi de 211.350 dólares, enquanto o próprio edifício exigiu um desembolso de 2.820.000 dólares.[carece de fontes?] Há duas outras escolas secundárias na cidade, que são duplicatas desse tipo — Cristóvão Colombo e William Cullen Bryant. Foi pedido ao Dr. Frederick William Oswald que assumisse o cargo de diretor da nova escola. Como o novo prédio não estava pronto, a escola teve que se reunir em três anexos. Esses anexos eram o PS 180, com o Sr. Joseph Grady no comando, assistido pelo Sr. Freilich e pelo Sr. Abraham Margolies; PS 126, sob a direção de Miss Dorothy K. Lewis e Sr. Robert Buda; e PS 192 com o Sr. Walter Jacobsen no comando. Em março de 1939, o corpo docente havia aumentado para 156 membros e a população estudantil contava com 4.500 meninos e meninas. Em 13 de novembro de 1939, os exercícios formais dedicando a Lafayette High School ocorreram no auditório. Entre os presentes estava o prefeito Fiorello La Guardia.[carece de fontes?]

## Anos recentes
Conforme medido pelas taxas de graduação, o desempenho de Lafayette era baixo: 44,4% da turma de 2006 se formou no prazo. e uma taxa de graduação de 63,2% em sete anos.
De acordo com o Departamento de Educação da Cidade de Nova Iorque, os alunos de Lafayette falavam pelo menos trinta idiomas diferentes. Com a explosão da população asiática, a escola foi acusada de assédio e tratamento desigual com base na raça e na etnia.[carece de fontes?] Após muitas reclamações, Lafayette foi alvo de um decreto de consentimento de junho de 2004 entre o Departamento de Educação de Nova Iorque e o Departamento de Justiça dos Estados Unidos, que encontrou evidências de "assédio severo e generalizado de estudantes asiáticos".[carece de fontes?] De acordo com o decreto de consentimento, os alunos de Lafayette que precisarem de ajuda em inglês receberão aulas apropriadas dentro de dez dias após a inscrição (por exemplo, estudantes de mandarim não serão colocados em aulas bilíngues ministradas em cantonês). Lafayette também se comprometeu a desenvolver uma política que esclareça as obrigações dos funcionários da escola de relatar casos de assédio com base em raça, cor e origem nacional, além de aumentar a conscientização sobre a diversidade entre funcionários e alunos. O Departamento de Justiça deveria monitorar o progresso de Lafayette nos próximos três anos.[carece de fontes?]
Nos últimos anos, Lafayette passou por atividades criminosas envolvendo seus alunos. Policiais extras e guardas de segurança foram adicionados quando o Departamento de Educação de Nova Iorque a classificou como "Escola de Impacto". Após algumas melhorias, em abril de 2006, Lafayette foi removida da lista de Impacto.[carece de fontes?] Em dezembro de 2006, foram anunciados os planos da cidade de Nova Iorque para fechar a Lafayette High School, juntamente com outras quatro escolas de baixo desempenho que não melhoraram sob a orientação da cidade. Aplicando uma estratégia da administração Bloomberg, as grandes escolas fechadas seriam substituídas por várias escolas pequenas, com cerca de quatrocentos ou quinhentos alunos cada.
A controversa diretora de Lafayette, Jolanta Rohloff, deixou o cargo em 30 de março de 2007 e foi substituída por Doris Unger, para supervisionar o fechamento da escola, tendo anteriormente supervisionado o fechamento da Seward Park High School. A diretora Rohloff foi elogiada pelas autoridades do Departamento de Educação por seu trabalho na tentativa de dar a volta na escola, mas criticada pela comunidade, pelos professores e pelos alunos por sua extrema dificuldade. Ela foi designada pelo Departamento de Educação para orientar diretores e professores sobre como interpretar dados de desempenho do aluno e faça os ajustes necessários na instrução. Em 15 de setembro de 2008, um comunicado à imprensa afirmou que Doris Unger havia sido promovida a superintendente. Em 19 de setembro de 2008, foi anunciado aos funcionários da Lafayette High School que a diretora assistente, Jacqueline Boswell, seria a nova diretora.[carece de fontes?]

## Alunos notáveis
De todas as escolas de ensino médio do estado de Nova Iorque, Lafayette tinha o maior número de ex-alunos, treze, que alcançaram as principais ligas.
- Bob Aspromonte (jogador de beisebol),[5] irmão de Ken
- Ken Aspromonte (jogador de beisebol),[5] irmão de Bob
- Kevin Baez (jogador de beisebol)[5]
- Tony Balsamo (jogador de beisebol)[5]
- Sal Campisi (jogador de beisebol)[5]
- Herb Cohen (autor, negociador)
- Alex Coletti (produtor)
- Vic Damone (cantor)
- Benny Distefano (jogador de beisebol)[5]
- Jeffrey Epstein (financista e criminoso sexual)[6]
- Jerry Della Femina (autor, restaurateur, agente de publicidade)
- Pete Falcone (jogador de beisebol)[5]
- Al Ferrara (jogador de beisebol)[5]
- Mike Fiore (jogador de beisebol)[5]
- John Franco (jogador de beisebol)[5]
- Mike Garson (músico)
- Barbie Gaye (cantora)
- Gary David Goldberg (produtor e criador de sitcom)
- Eugène Green (romancista, dramaturgo, cineasta)
- Fred Hellerman (cantor, compositor, membro dos The Weavers)[7]
- Robert Kerman (ator)
- Larry King (jornalista e apresentador de talk show)
- Sandy Koufax (arremessador de beisebol do Hall da Fama)[5]
- Richard LaGravenese (roteirista)
- Michael Lerner (ator)
- Dave Liebman (músico)
- Luis Lopez (jogador de beisebol)[5]
- Jogador de basquete Norm Mager
- Peter Max (nascido em Peter Max Finkelstein, artista)
- Larry Merchant (escritor de esportes)
- Vickie Natale (cantora, compositora e campeã da CBS Star Search)
- Eric Ober (Presidente da CBS News)
- Rochelle Owens (poeta e dramaturgo)
- Rhea Perlman (atriz)[8]
- Archie Rand (artista)
- Steve Schirripa (ator e autor)
- Maurice Sendak (artista)
- Paul Sorvino (ator)
- Elliott Stein (crítico de cinema e historiador)
- Michael Steinhardt (financista)
- Frank P. Tomasulo (professor de cinema e editor de periódicos)
- Fred Wilpon (proprietário do New York Mets)
- Larry Yellen (jogador de beisebol)[5]
- Walter Zanger (jornalista e autor)